# Need for Speed: Hot Pursuit (відеогра, 2010)
Need for Speed: Hot Pursuit (укр. Жага швидкості: Гаряче переслідування; скор. NFSHP)  — відеогра в жанрі автосимулятора, розроблена Criterion Games і видана Electronic Arts для Microsoft Windows, PlayStation 3, Xbox 360, Nintendo Wii, iOS, Android, WebOS, Windows Phone у листопаді 2010 року, рівно через місяць у грудні, почала розповсюджуватися у сервісах цифрової дистрибуції. Версію для Wii розробила Exient Entertainment. Вона є шістнадцятою основною частиною в серії Need for Speed і перезапуском Need for Speed III: Hot Pursuit (1998). 6 листопада 2022 року для Microsoft Windows, PlayStation 5, Xbox Series і 13 листопада для Nintendo Switch вийшов ремастер під назвою Need for Speed: Hot Pursuit Remastered.